# Északi szőrösorrú vombat
Az északi szőrösorrú vombat (Lasiorhinus krefftii) az emlősök (Mammalia) osztályának erszényesek (Marsupialia) alosztályágába, ezen belül a diprotodontia rendjébe és a vombatfélék (Vombatidae) családjába tartozó faj.

## Előfordulása
Az északi szőrösorrú vombat előfordulási területe az ausztrál kontinensre korlátozódik. Körülbelül a 20. század elején ennek az állatnak az elterjedése magába foglalta Victoria, Új-Dél-Wales és Queensland államokat. Manapság az egész faj területe csak 3 négyzetkilométerre zsugorodott össze; ez a queenslandi Epping Forest Nemzeti Parkban található. 2003-ban már csak 113 példánya létezett, ebből csak 30 egyed volt ivarképes nőstény. Ez a szám 2013-ban 205-re, míg 2015-ben 230-ra nőtt. A két legfőbb veszélyforrása a betelepített nyulak (Leporidae), melyekkel ugyanazért a táplálékforrásért kénytelen versengeni; és a dingók (Canis lupus dingo), melyek vadásznak rá. Egyéb veszélyforrásai az élőhelyének elvesztése és egy Emmonsia parva nevű gombafaj, amely behatol az állat tüdejébe, miközben az túrja a talajt.
2004-2008 között tenyész- és újratelepítési programokat iktattak be, melynek során a megmentett és fogságban szaporított példányokat visszahelyeznék a saját természetes élőhelyükre. A hely ahová visszatelepítik a dél-queenslandi Richard Underwood Nature Refuge.

## Alfajai
- Lasiorhinus krefftii barnardi Longman, 1939
- Lasiorhinus krefftii gillespiei (DeVis, 1900)
- Lasiorhinus krefftii krefftii (Owen, 1873)

## Megjelenése
Ennek a tömzsi felépítésű vombatnak a testét lágy, szürke bunda borítja. Még az orrán is van szőr - innen a neve -, ez megkülönbözteti a csupaszorrú vombattól. Füle hosszú és hegyes, orra széles. Magassága eléri a 35 centimétert, hossza az 1 métert és testtömege a 40 kilogrammot. A faj nemi kétalakúságot mutat, ami azt jelenti, hogy a nőstény a plusz zsírréteg miatt valamivel nagyobb a hímnél. Feje nagy; rövid lábain hosszú erős karmok vannak, amelyekkel egy nap alatt kiváj magának egy üreget. Nagyobb a csupaszorrú vombatnál, és valamivel gyorsabban szaporodik (átlagosan két utódot ellik háromévenként).
Az északi szőrösorrú vombat orra fontos szerepet játszik az életben maradásában, mivel a látása nem túl jó, ezért inkább a szaglására hagyatkozik. Az emésztőrendszere annyira hatékony a vízfelszívásban, hogy az állat majdnem egyáltalán nem vizel.

## Életmódja
Ez az erszényes állat éjszaka tevékeny, a nappalt üregében, illetve föld alatti járataiban tölti. Egy-egy járatrendszert akár 10 különböző egyed is lakhatja. A különböző nemű állatok vegyülhetnek egymással. A zsírrétegének és a lassú anyagcseréjének köszönhetően az északi szőrösorrú vombat akár napokig is kibírja étel nélkül. Amikor elegendő a táplálék, akkor is csak kevés órát tölt a táplálkozással, télen 6-ot, míg nyáron 2-öt; ettől eltérően egy hasonló testtömegű kenguruféle naponta 18 órát kénytelen tölteni az evéssel. Ennek a vombatfajnak a legfőbb tápnövényei a Heteropogon contortus, a Chrysopogon fallax, és egyes Enneapogon- illetve Aristida-fajok; ezek mellett gyökereket is fogyaszt. Az ember szarvasmarhái számára betelepített Cenchrus ciliaris nevű fűféle kitúrja az északi szőrösorrú vombat számára hasznos tápnövényeket, ami tovább veszélyezteti a fennmaradását.

## Szaporodása
A kis vombatok az esős időszak alatt, azaz november-április között jönnek világra. Ha elegendő esőzés volt, akkor a nőstények 50-80%-a megtermékenyülhet; egy-egy anyaállat egyszerre csak egy utódnak ad életet. A kis vombat 8-9 hónapig marad az erszényben, de az elválasztás csak egyéves korában következik be.

## Fordítás
- Ez a szócikk részben vagy egészben  a   Northern hairy-nosed wombat című angol Wikipédia-szócikk ezen változatának fordításán alapul.  Az eredeti cikk szerkesztőit annak laptörténete sorolja fel. Ez a jelzés csupán a megfogalmazás eredetét és a szerzői jogokat jelzi, nem szolgál a cikkben szereplő információk forrásmegjelöléseként.